# Inyokern
Inyokern é uma Região censo-designada localizada no estado americano da Califórnia, no Condado de Kern.

## Geografia
De acordo com o United States Census Bureau tem uma área de 28,7 km², dos quais 28,7 km² cobertos por terra e 0,0 km² cobertos por água. Inyokern localiza-se a aproximadamente 763 m acima do nível do mar.

### Localidades na vizinhança
O diagrama seguinte representa as localidades num raio de 40 km ao redor de Inyokern.

## Demografia
Segundo o censo americano de 2000, a sua população era de 984 habitantes.

## Marco histórico
Inyokern possui apenas uma entrada no Registro Nacional de Lugares Históricos, o Bandit Rock.